# Diaspora
Diaspora (av grekiska διασπορά, "förskingring", i betydelsen "kringspriddhet", uttalas [diaspóra] el. [diasporà]) syftade ursprungligen på medborgare i de grekiska stadsstaterna som valt att bosätta sig i stadsstaternas kolonier; de grekiska stadsstaterna hade omfattande kolonier i bland annat södra Italien och längs Svarta havets kust. Efter det att den hebreiska bibeln översatts till grekiska kom termen också att omfatta judarnas bosättning utanför sitt hemland, först under den babyloniska fångenskapen och sedan efter den romerska fördrivningen. Idag används uttrycket för att beteckna många etniska gruppers bosättning utomlands, bland annat svenskars bosättning utanför Sverige.

## Afrikanska diasporan
Den afrikanska diasporan, som delvis sammanfaller med den arabiska och muslimska diasporan, är en av de stora diaspororna i vår tid.

## Svenska diasporan
Den svenska diasporan omfattar svenskar som lämnat Sverige för att bosätta sig utomlands. Den svenska diasporan finns bland annat i USA, Kanada, Brasilien, Spanien, Norge, Tyskland, Thailand och Storbritannien. Den svenska diasporan i Europa förekommer i stora mängder i Storbritannien och Norge, men även i Spanien, Malta och Grekland.
Det finns cirka 150 000 svenskar bosatta i USA, cirka 90 000 svenskar är registrerade i Storbritannien, cirka 50 000 i Norge och drygt 30 000 i Tyskland och Frankrike.[när?]

## Arabiska och muslimska diasporan

### Irakiska diasporan
Ibland talar man idag om den irakiska diasporan, det vill säga det faktum att en betydande del av Iraks befolkning lever utanför landets gränser. Under åren 2003–2008 har över 3 miljoner irakier flytt, och de flesta av dessa flyktingar befinner sig i Syrien, Jordanien, Egypten och delar av Europa.